# Fernand Kartheiser
Fernand Kartheiser (ur. 30 września 1959 w Luksemburgu) – luksemburski wojskowy, dyplomata i polityk, deputowany krajowy, poseł do Parlamentu Europejskiego X kadencji.

## Życiorys
Absolwent szkoły średniej Lycée Michel Rodange w rodzinnej miejscowości. Kształcił się następnie w Królewskiej Akademii Wojskowej w Brukseli. Studiował historię w Montpellier, ukończył również Akademię Dyplomatyczną w Wiedniu. W 1989 został absolwentem Université Paul-Valéry-Montpellier-III na podstawie pracy dotyczącej Luksemburga i wojny koreańskiej. Do 1989 służył w luksemburskich siłach zbrojnych. W drugiej połowie lat 80. w czasie nauki w Wiedniu został podwójnym agentem; w uzgodnieniu z CIA i luksemburskim wywiadem SREL pozorował współpracę z GRU
Od 1989 pracował w luksemburskiej dyplomacji, był członkiem personelu dyplomatycznego w ambasadzie w Bonn i zastępcą stałego przedstawiciela przy OBWE. Pełnił funkcję ambasadora Luksemburga w Grecji, na Cyprze i w Rumunii. W 2005 objął stanowisko dyrektora ds. budżetu w resorcie spraw zagranicznych. Był sekretarzem działającego na rzecz praw mężczyzn stowarzyszenia Association des Hommes du Luxembourg. Następnie został przewodniczącym tej organizacji, która podjęła współpracę polityczną z Alternatywną Demokratyczną Partią Reform (ADR).
W wyborach w 2009 uzyskał mandat posła do Izby Deputowanych. Z powodzeniem ubiegał się o reelekcję w 2013, 2018 i 2023. W latach 2011–2012 był radnym luksemburskiej stolicy, a w 2023 został radnym gminy Käerjeng. W 2012 pełnił funkcję przewodniczącego ADR. W 2024 został wybrany w skład Parlamentu Europejskiego X kadencji.